# Fadil Bellaabouss
Fadil Bellaabouss (ur. 15 czerwca 1986 w Belfort) – francuski lekkoatleta specjalizujący się w biegach płotkarskich i sprinterskich.

## Kariera sportowa
Na arenie międzynarodowej odniósł następujące sukcesy:
| Rok  | Miejsce    | Zawody                         | Konkurencja             | Pozycja       | Wynik   |
| ---- | ---------- | ------------------------------ | ----------------------- | ------------- | ------- |
| 2005 | Kowno      | mistrzostwa Europy juniorów    | bieg na 400 m ppł       | brązowy medal | 51,31   |
| 2006 | Moskwa     | halowe mistrzostwa świata      | sztafeta 4 × 400 metrów | 6. miejsce    | 3:09,55 |
| 2007 | Birmingham | halowe mistrzostwa Europy      | sztafeta 4 × 400 metrów | 4. miejsce    | 3:10,15 |
| 2007 | Debreczyn  | młodzieżowe mistrzostwa Europy | bieg na 400 m ppł       | srebrny medal | 49,58   |
| 2009 | Bejrut     | igrzyska frankofońskie         | bieg na 400 m ppł       | złoty medal   | 50,23   |
| 2010 | Barcelona  | mistrzostwa Europy             | bieg na 400 m ppł       | 8. miejsce    | 1:02,94 |

Trzykrotny złoty medalista lekkoatletycznych mistrzostw Francji: na stadionie – w biegu na 400 m ppł (2007, 2010) oraz w hali – w biegu na 400 m (2007).
W 2015 w Dosze wystąpił jako biegacz-przewodnik Timothée Adolphe'a w biegu na 400 m podczas lekkoatletycznych mistrzostw świata osób niepełnosprawnych (ang. World Para Athletics Championships), zdobywając brązowy medal.

## Rekordy życiowe
- stadion

- bieg na 400 m – 47,26 (20 maja 2007, Montbéliard)
- bieg na 400 m ppł – 49,13 (9 lipca 2010, Valence)
- sztafeta 4 × 400 m – 3:04,45 (1 września 2007, Osaka)

- hala

- bieg na 400 m – 47,10 (24 lutego 2006, Aubière)
- sztafeta 4 × 400 m – 3:08,06 (12 marca 2006, Moskwa)